# Politisk kommunikation
Politisk kommunikation är medveten kommunikation om politik. Kommunikationen kan ske mellan politiker och andra aktörer som är aktiva att vidareföra politiska budskap.
Jesper Strömbäck defenierar politisk kommunikation som ett utbyte av symboler och meddelanden mellan politiska aktörer samt institutioner och medborgarna. Medierna är budbärarna, en aktör som medlar och gör det möjligt för makthavarna att nå ut till medborgarna och vice versa. 
Den politiska kommunikationen kan också delas in i interpersonell kommunikation och masskommunikation. 